# Monumento al Marinaio d’Italia
Das Monumento al Marinaio d’Italia ist ein Marine-Ehrenmal in Brindisi, Italien. Es wurde zwischen 1932 und 1933 zum Gedenken an die im Ersten Weltkrieg gefallenen italienischen Seeleute errichtet. Zentraler Bestandteil des Ehrenmals ist ein Turm, der eine gewisse Ähnlichkeit mit dem des deutschen Marine-Ehrenmals Laboe hat.

## Vorgeschichte
Die Stadt Brindisi wurde von Benito Mussolini durch Beschluss vom 20. Juni 1925 für den Bau des Ehrenmals ausgewählt, da ihr Hafen im Krieg eine strategisch bedeutende Rolle bei der Kontrolle der Adria gespielt hatte (Otranto-Sperre). Der 1927 vom Architekten Saverio Dioguardi (1888–1961) vorgelegte Entwurf blieb auf dem Papier, da die Spenden nicht ausreichten. Die bis 1932 gesammelten Mittel ermöglichten dann die Realisierung eines Ehrenmal-Komplexes mit einem Turm und einer kleinen Parkanlage, entworfen von dem Architekten Luigi Brunati und von dem Bildhauer Amerigo Bartoli (1890–1971). Die Bauarbeiten begannen am 28. Oktober 1932, die Einweihung erfolgte am 4. November 1933.

## Kurzbeschreibung
Das Ehrenmal befindet sich am Posillipo-Ufer im Stadtteil Casale, rund 400 Meter westlich der Einfahrt in den inneren Hafen. Umgeben wird es von einer festungsartigen Anlage, die von oben betrachtet die Form eines stilisierten fliegenden Vogels hat. Von dem im Norden gelegenen Piazzale Superiore führen zwei Freitreppen zum tiefer gelegenen Platz am Ufer. Flankiert werden sie von Geschützen und Ankern österreichischer Kriegsschiffe. Dazwischen befindet sich der Turm, der die Form eines Ruders hat. Auf der Seite des oberen Platzes beträgt die Höhe des Turmes 53 Meter, auf der Seite des unteren Platzes 68 Meter. Der aus Stahlbeton bestehende Turm wurde mit Carparo-Stein aus Apulien verblendet. Oben befindet sich eine kleine Aussichtsplattform, knapp darunter auf der Seeseite in einer Mauernische eine zehn Tonnen schwere Madonnenstatue, in der Turmbasis eine 27 Meter lange Krypta. In der Krypta, die einem gekenterten Schiffsrumpf nachempfunden ist, wurden die Namen von knapp 6000 gefallenen Seeleuten des Ersten Weltkriegs eingraviert, im Jahr 1965 kamen noch Gedenktafeln für rund 34000 gefallene Seeleute des Zweiten Weltkriegs dazu. Im Altarraum steht eine Bronzestatue der Stella Maris.